# Miyako (jezik)
Miyako jezik (ISO 639-3: mvi) japanski jezik rjukjuanske skupine kojim govore stariji pripadnici etničke skupine Miyako (etnička populacija: 67 653; 2000) na otocima Okinawa, Miyako, Ogami, Ikema, Kurima, Irabu, Tarama i Minna u otočju Ryukyu, Japan. Postoji nekoliko dijalekata: miyako-jima (hirara, ogami), irabu-jima i tarama-minna.
S jezicima yaeyama [rys] i yonaguni [yoi] čini podskupinu sakishima.

## Vanjske poveznice
- Ethnologue (14th)
- Ethnologue (15th)